# Barkudia
Barkudia es un género de lagartos de la familia Scincidae endémicos de la India. No tienen patas y son fosoriales.

## Especies
Se reconocen las siguientes dos especies:
- Barkudia insularis Annandale, 1917 - Orissa, India.
- Barkudia melanosticta (Schneider, 1801) - sudeste de la India.